# Type 14 (cannone)
Il cannone da 10 cm Type 14 (十四式十糎加農砲?, Jyūyon-shiki Kanōhō) fu il primo cannone di medio calibro completamente progettato in Giappone e il primo con affusto a cosce divaricabili. Fu usato dall'Esercito imperiale giapponese, che lo ritenne insoddisfacente e lo rimpiazzò con il Type 92. Il nome era dovuto all'anno di adozione da parte dell'Esercito imperiale, il quattordicesimo di regno dell'imperatore Taishō, cioè il 1925.

## Storia

### Sviluppo e produzione
Sulla base dei rapporti sulle tattiche dell'artiglieria inviate dagli addetti militari giapponesi in Europa durante la prima guerra mondiale, lo stato maggiore generale dell'Esercito imperiale giapponese incaricò il suo ufficio tecnico di iniziare a lavorare su nuovi progetti per modernizzare l'antiquato parco d'artiglieria nipponico. Una delle priorità fu lo sviluppo di un pezzo d'artiglieria di medio calibro con maggiore potenza di fuoco rispetto ai pezzi campali standard da 75 mm, allora in servizio di prima linea. Tuttavia, il Giappone mancava di capacità tecniche e infrastrutture industriali capaci di sviluppare una tale arma e i prototipi iniziali da 10 cm Type 7 e Type 12 vennero rifiutati in quanto insoddisfacenti.

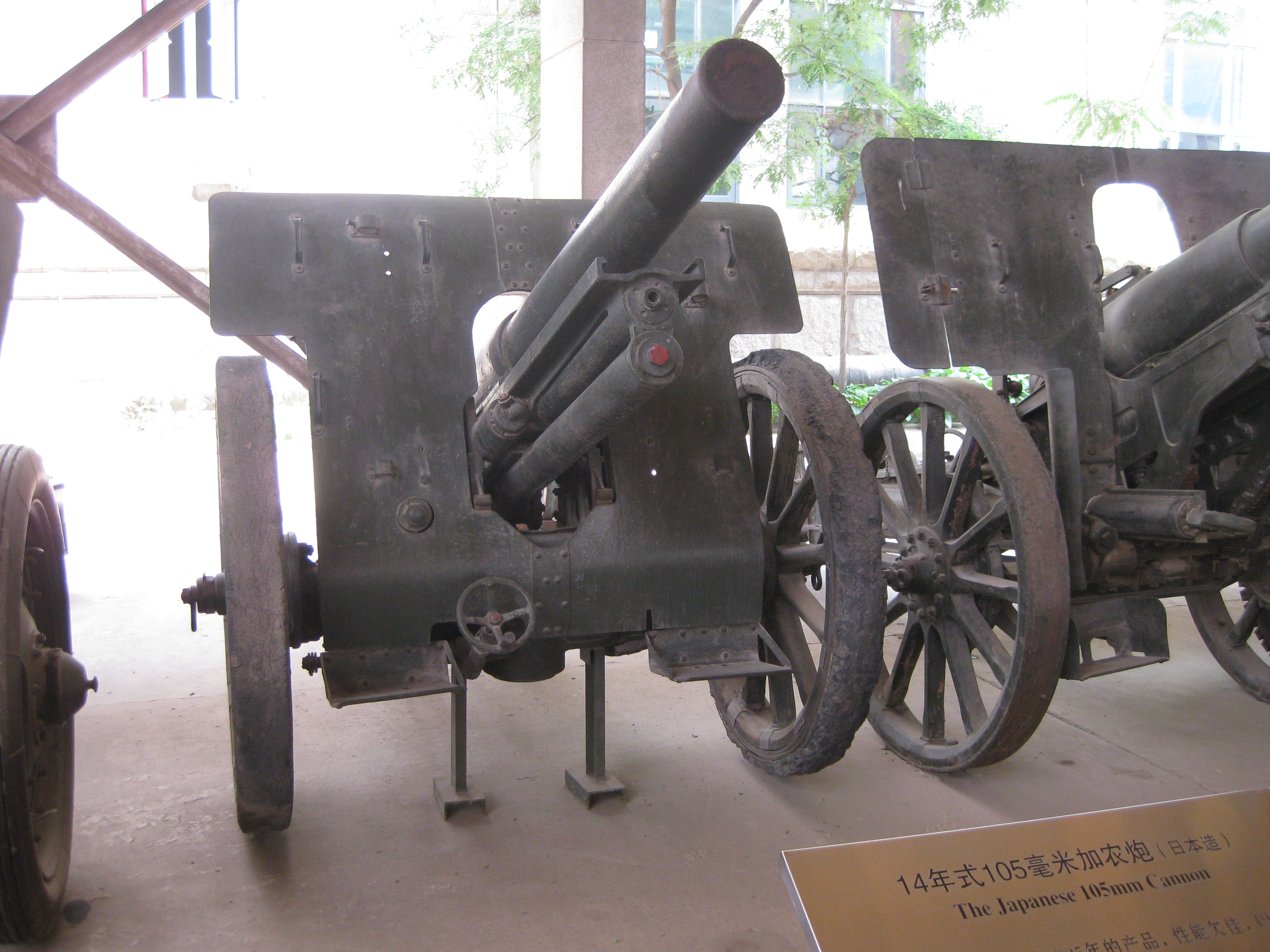
Un Type 14 esposto a Pechino

Con l'introduzione nel progetto di soluzioni avanzate tratte dai contemporanei progetti Schneider et Cie, nel 1925 il pezzo venne infine accettato in servizio come Type 14. Tuttavia, a causa di problemi tecnici e di bilancio, vennero prodotte solo 64 unità.

### Impiego operativo
Il cannone Type 14 si dimostrò insoddisfacente in termini di gittata e precisione, tanto da essere considerato un progetto fallimentare. I pezzi completati vennero assegnati alle unità di riserva ed a quelle addestrative di stanza nel territorio metropolitano giapponese e non vennero schierati oltremare durante la seconda guerra mondiale.

## Tecnica
Il Type 14, anche se progettualmente simile al precedente pezzo da 100 mm Type 38, a sua volta basato su un progetto Krupp del 1905, fu il primo progetto realizzato indipendentemente dal Giappone. La bocca da fuoco, con otturatore a vite interrotta e sistema di rinculo idropneumatico, era incavalcata su un affusto scudato a code divaricabili, con pesanti ruote in legno.
Il pezzo venne inizialmente progettato per il traino animale, da parte di un tiro di 4 pariglie di cavalli. Tuttavia, nel 1931, venne progettato un trattore d'artiglieria per il Type 14, con un motore diesel da 50 hp, che ne incrementò notevolmente la mobilità, sebbene ad una velocità massima di 8 km/h.
Il cannone sparava munizioni semi-fisse, con proietti ad alto esplosivo, perforanti, shrapnel, a caricamento chimico, fumogeni e incendiari.